# 밀림 (웹사이트)
Millim.com은 인디 음악 서비스를 제공하던 대한민국의 인터넷 웹사이트이다. Millim은 Music in Life, Life in Music의 준말로, 1999년 12월 1일에 대표 서용훈이 처음으로 (주)밀림닷컴을 설립하였으며, 특히 힙합을 하는 사람들이 자체 제작한 노래를 올려 홍보하는 공간으로 많이 사용되었다. 제공하는 음악은 발라드, 락, 힙합, 댄스, 테크노부터 국악까지 다양하다. 2003년부터는 010/011/017 SKT 휴대폰을 통해 인디 음악 콘텐츠를 서비스했으며, SK 텔레콤이 만든 세계 최초의 유비쿼터스 음악 서비스 멜론에 밀림의 색다른 음악을 제공, 디지털 앨범 형태로 제작하여 서비스했다.
2008년부터 음악을 들을 수가 없으며 업데이트가 되지 않는 등의 문제가 생겼고, 2008년 11월 현재 주소를 입력하면 인라이브로 자동으로 이동되고 있어 서비스 중지 혹은 종료의 가능성이 높다고 알려졌다. 2009년 8월 현재는 도메인 등록 기간이 만료되어 접속 자체가 되지 않고 있다.
2010년 6월 현재 도메인은 접속이 가능하나 이전 사업자가 복구시킨 것이 아니라 개인이 도메인을 취득한 것으로 보인다.

## 서비스 종료
2009년 현재 웹사이트의 서비스는 종료되었지만, 밀림닷컴에서 활동을 시작한 래퍼 중 유명인이 꽤 많이 배출되었다. 2016년 현재 밀림닷컴 웹사이트로 접속하면 쇼핑몰이 나온다.